# De Bliksemdief
De Bliksemdief (originele Engelse titel: The Lightning Thief) is een fantasy/avonturenverhaal uit 2005 dat de Amerikaanse schrijver Rick Riordan baseerde op de Griekse mythologie. Het is tevens Riordans eerste boek voor jonge adolescenten. In dit eerste deel van de pentalogie Percy Jackson en de Olympiërs (Percy Jackson and the Olympians) ontdekt Percy Jackson dat hij de zoon is van de Griekse god van de zee, Poseidon. Hij wordt ervan verdacht de bliksemschicht van Zeus te hebben gestolen en er volgt een race tegen de klok om een allesvernietigende oorlog tussen de goden te voorkomen. 
Riordan beëindigde het manuscript in 1994. In 1997 werd de De Bliksemdief geaccepteerd door Bantam Books en later gepubliceerd op 28 juli 2005. In vier jaar tijd werden er 1,2 miljoen exemplaren van verkocht, zodat Riordan al snel een plaatsje kreeg in de jeugdsectie van de New York Times-bestsellerslijst en ook in de lijst van Young Adult Library Services Association's Best Books for Young Adults. Sindsdien ontving hij meerdere prijzen. Op 12 februari 2010 werd het boek verfilmd in de Verenigde Staten. Van het tweede boek in de serie, De Zee van Monsters (The Sea of Monsters), werden al meer dan 275.000 exemplaren verkocht. 

## Inhoud
Percy Jackson is een twaalf jaar oude jongen met dyslexie en ADHD. Op een uitje met zijn school naar het Metropolitan Museum of Art verandert zijn wiskundelerares, mevrouw Dodds, in een Furie en valt hem aan. Percy's leerkracht Latijn, meneer Brunner, gooit Percy een magisch zwaard toe genaamd Doemtij en stuurt de Furie naar de Tartarus.
Percy en zijn moeder Sally gaan dan naar Montauk, waar zijn vriend Grover Underwood hem komt zeggen dat hij meteen moet vertrekken. Ze rijden weg door een gruwelijke storm, en een minotaurus valt Sally aan. In zijn woede doodt Percy de minotaurus en neemt een van zijn hoorns mee. Hij wordt drie dagen later wakker, genezen door nectar en ambrozijn, in het kamp Halfbloed. Grover blijkt een sater te zijn, en meneer Brunner blijkt Chiron, een centaur te zijn. Hier wordt Percy ontvangen en hij wordt geclaimd door zijn vader de god  Poseidon.
Er was een voorspelling over de zoon van de machtigste 3 die als eerste 16 wordt dat die een belangrijke keuze gaat maken. 
Percy wordt er van verdacht de bliksemschicht van Zeus te hebben gestolen. Hij zorgt ervoor dat hij hem terug vind samen met Annabeth en Grover.

## Personages
- Percy Jackson - Het hoofdpersonage; een twaalfjarige jongen die worstelt met dyslexie en ADHD. Percy ontdekt dat hij de zoon is van de Griekse watergod, Poseidon, en wordt naar Kamp Halfbloed gestuurd om te worden getraind als Held. Snel daarna wordt hij op een queeste gestuurd om de gestolen bliksemschicht van Zeus terug te vinden.
- Annabeth Chase - Een twaalfjarige heldin en een dochter van de godin Athena. Annabeth werd naar Kamp Halfbloed gebracht door Luuk Castellan en Thalia Grace. Ze hielp met de verzorging van Percy na diens gevecht met de Minotaurus en vergezelde hem ook op zijn queeste om de gestolen bliksemschicht van Zeus terug te vinden.
- Grover Underwood - Grover is een sater en Percy's beste vriend en beschermer. Hij zoekt in het geheim naar halfgoden en leidt ze dan naar Kamp Halfbloed om ze te laten trainen. Ook hij vergezelt Percy op diens queeste.
- Luuk Castellan - Een zoon van Hermes; hij helpt Percy te trainen, maar verraadt hem dan om voor de titanenkoning Kronos te gaan vechten.
- Chiron - Een centaur en eerst Percy's leraar Latijn. Hij is de activiteiten-directeur van Kamp Halfbloed, maar ook de zoon van Kronos.
- Dionysus - De god van de wijn en de directeur van Kamp Halfbloed. Hij staat bekend om zijn bittere persoonlijkheid.

## Film
In juni 2007 kocht 20th Century Fox de rechten van het boek. In april van datzelfde jaar werd Chris Columbus, de regisseur van de eerste twee Harry Potter-films, gevraagd om de film te regisseren. Niet lang daarna werden Logan Lerman en Brandon T. Jackson gecast als Percy Jackson en Grover Underwood. Alexandra Daddario zou Annabeth spelen terwijl Jake Abel de rol van Luke Castellan op zich zou nemen. Ook oud-James Bondspeler Pierce Brosnan werd gevraagd om de centaur Chiron te vertolken. De film kreeg de titel Percy Jackson & the Olympians: The Lightning Thief en verscheen op 12 februari 2010 in de bioscoop.